# Зденек Фірлінгер
Зденек Фірлінгер — (11.07.1891, Оломоуц, тепер Чехія — 2.05.1976, Прага) — чехословацький політик, дипломат.
Під час Першої світової війни був в австро-угорській армії, проте перейшов на бік Російської імперії і вступив до Чехословацьких легіонів. Після повернення був послом Чехословаччини в Нідерландах, Румунії, США, Швейцарії, Австрії та СРСР. 
Член Чеської соціал-демократичної партії з 1924.
В рамках реалізації Кошицької програми очолював уряд Національного фронту чехів і словаків і з квітня 1945 по липень 1946. Був прихильником об'єднання лівих соціал-демократів Чехословаччини з КПЧ.
На виборах 26 травня 1946 чехословацькі соціал-демократи отримали 12,05% голосів в цілому по Чехословаччині та 37 місць у Законодавчих народних зборах. 2 липня разом двома найбільшими партіями в парламенті - КП Чехії та КП Словаччини - сформувала уряд на чолі з Клементом Готвальдом.
У 1948 році вступив в КПЧ. Заступник голови уряду в 1948-1953 роках, голова Президії Національних зборів з 15 жовтня 1953 по 23 червня 1964 року. Залишався членом ЦК КПЧ аж до 1966 року. Одним з його останніх публічних актів був протест біля посольства СРСР проти придушення Празької весни в 1968 році.

## Нагороди
- Великий хрест ордена Відродження Польщі.
- Два ордена Клемента Готвальда (07.05.1955 та 11.07.1961).